# Schweizerischer Vaterländischer Verband
Het Schweizerischer Vaterländischer Verband (Nederlands: Zwitsers Vaderlands Verbond) was een extreemrechtse organisatie die actief was in de jaren voor de Tweede Wereldoorlog in Zwitserland.

## Geschiedenis
In november 1918 brak de Landesstreik ("Landelijke Staking") uit. De Landesstreik was een door linkse socialisten geleide staking met als doel het afdwingen van sociale wetgeving, vrouwenkiesrecht, een 48-urige werkweek en een progressief belastingstelsel. Aan het hoofd van de staking stond het Oltener Aktionskomitee, voorgezeten door Robert Grimm van de Zwitserse Federatie van Vakverenigingen (Schweizerischer Gewerkschaftsbund). De stakingsleiders werden geïnspireerd door de revoluties in Rusland en Duitsland, maar de eisen van de stakers waren vrij gematigd. Het is veelzeggend dat van de vier stakingsleiders (Grimm, Ernst Nobs, Friedrich Scneider en Fritz Platten) alleen Fritz Platten later lid zou worden van de Communistische Partij van Zwitserland (KPS). De staking werd door het leger onder leiding van generaal Ulrich Wille onderdrukt (14 november). De stakingsleiders werden berecht - en kregen over het algemeen vrij milde straffen - en in de jaren na de Landesstreik werden er door de burgerlijke regering enkele sociale hervormingen doorgevoerd.
De macht van de sociaaldemocratie in Zwitserland bleek een macht van betekenis te zijn en dit wekte beroering in de burgerlijke conservatieve kringen. Conservatieve leiders waren van mening dat er tijdens de onderdrukking van de Landesstreik te soft was opgetreden tegen de stakers, bovendien stoorden zij zich aan milde straffen die de (militaire) rechters uitdeelden. In april 1919 vormden enkele autoritaire lieden het Schweizerischer Vaterländischer Verband (SVV). De oprichters waren veelal afkomstig uit conservatieve agrarische kringen. Ook bevonden zich enkele oud-militairen en leiders van de burgerwachten onder de oprichters. De voorzitter van de SVV was Eugen Bircher, een conservatief legerofficier die zich tijdens de Eerste Wereldoorlog pro-Duits had betoond. De SVV opereerde altijd enigszins als een geheim genootschap. Veel van haar leden waren lid van een burgerlijke partij, met name onder de in 1917 opgerichte Bauern-, Gewerbe- und Bürgerpartei (BGB, Boeren-, Arbeiders- en Burgerspartij) bevonden zich veel SVV'ers. De SVV was "waakzaam" en hield de activiteiten van de Sociaaldemocratische Partij van Zwitserland (SP), alsook van de Communistische Partij van Zwitserland (KPS) in de gaten. Omdat veel regeringsleiders of lid waren van de SVV, of sympathiseerden met deze beweging, wist de SVV de sociaaldemocraten tot 1943 uit de regering te houden Mogelijk zat de SVV ook achter het verbod van de Zwitserse Partij van de Arbeid (d.i. de communistische partij).
Naast anti-links, stond de SVV ook vijandig tegen immigratie. Vooral de komst van Joodse vluchtelingen uit Duitsland in de jaren vóór en tijdens de Tweede Wereldoorlog naar Zwitserland was de SVV een doorn in het oog. In de jaren 1930 telde de SVV een aantal fascisten en nationaalsocialisten onder haar leden. Bircher, die Hitlers machtsovername in Duitsland toejuichte, bepleitte als president van de Zwitserse Officierenclub (1931-1937) en redacteur van de Zwitserse Legerkrant (1934-1942) nauwe samenwerking tussen Zwitserland en nazi-Duitsland. Veelgelezen lectuur binnen de SVV waren de Protocollen van de wijzen van Zion en de van Birchers hand verschenen Aufklärung zur Flüchtlingsfrage ("Licht op het Vluchtelingenvraagstuk").
Tijdens de Tweede Wereldoorlog keerde SVV-lid en Bondsraadslid Eduard von Steiger zich tegen de stroom van Joodse vluchtelingen. Joden die in Zwitserland aankwamen kregen een "J" in hun paspoort of reisdocument gestempeld. Volgens Von Steiger was Zwitserland maar een "kleine reddingsboot" in de woeste zee, waar er maar weinig plaats is en waar de leefomstandigheden onvoldoende zijn om nog meer drenkelingen op te nemen. In 1942 bemoeilijkte de Zwitserse regering de Joodse immigratie.
Eugen Bircher organiseerde tijdens de Tweede Wereldoorlog een Zwitsers medisch korps dat naar het oostfront werd gezonden om gewonde (Duitse) soldaten te verplegen.
Na de Tweede Wereldoorlog, in 1946, gaf Von Steiger tijdens een bijeenkomst van SVV'ers toe dat hij "geheime en gevoelige informatie" over Joden had doorgespeeld aan de nazi's.

## Lijst van bekende SVV'ers
| Persoon               | partij                  | opmerking |
| --------------------- | ----------------------- | --- |
| Eugen Bircher         | BGB                     | Militair, antisemiet |
| Philipp Etter         | SKVP                    | Bondsraadslid (Buitenlandse Zaken), streefde naar een autoritair-democratische staat                                                                           |
| Marcel Pilet-Golaz    | FDP                     | Bondsraadslid (o.a. Buitenlandse Zaken), Bondspresident in 1940 voorstander van aanpassing van Zwitserland aan de "Nieuwe Orde"; voorstander autoritaire staat |
| Generaal Henri Guisan | conservatief-federalist | Militair, opperbevelhebber Zwitserse leger tijdens de Tweede Wereldoorlog, voorstander autoritaire staat                                                       |
| Kolonel Karl Kobel    | FDP                     | Tussenpersoon generale staf en Bondsraad |
| Giuseppe Motta        | SKVP                    | Bondsraadslid (Buitenlandse Zaken), kennis van Mussolini |
| Walter Stampfli       | FDP                     | Bondsraadslid (Economische Zaken), voorstander economische samenwerking met nazi-Duitsland                                                                     |
| Eduard von Steiger    | BGB                     | Bondsraadslid (Justitie en Politie), antisemiet |
| Ernst Wetter          | FDP                     | Bondsraadslid (Financiën) |